# Martín Gaitán
Martín Gaitán (Paraná, 15 de junio de 1978) es un exjugador argentino de rugby que se desempeñaba como centro. Desde 2013 forma parte del cuerpo técnico de Daniel Hourcade, siendo entrenador de backs del seleccionado argentino de rugby.

## Carrera
Debutó en primera con 18 años en el CASI. En 2002 fue contratado por el Biarritz Olympique donde se retiró en 2007 con 29 años luego de una lesión de gravedad que le costó no asistir al Mundial de Francia 2007.

### Participaciones en Copas del Mundo
Gaitán solo jugó una Copa Mundial, la de Australia 2003. Argentina no pudo vencer al XV del Trébol en el duelo clave para avanzar a cuartos de final, cayendo derrotada en fase de grupos.
| Mundial                       | Sede      | Resultado    | PJ | Tries |
| ----------------------------- | --------- | ------------ | -- | ----- |
| Copa Mundial de Rugby de 2003 | Australia | Primera fase | 2  | 4     |

## Palmarés
- Campeón del Torneo Sudamericano de 1998 y 2002.
- Campeón del Top 14 de 2004-05 y 2005-06.